# Oreocharis cordatula
Oreocharis cordatula är en tvåhjärtbladig växtart som först beskrevs av William Grant Craib, och fick sitt nu gällande namn av François Pellegrin. Oreocharis cordatula ingår i släktet Oreocharis och familjen Gesneriaceae. Inga underarter finns listade i Catalogue of Life.